# Guangzhou Goats
I Guangzhou Goats sono una squadra di football americano di Canton, in Cina, fondata nel 2010.

## Dettaglio stagioni

### Tornei nazionali

#### Campionato

##### AFLC
| Stagione | regular season | regular season | regular season | regular season | regular season | regular season | playoff | playoff | playoff | playoff | playoff | playoff   | playoff    |
|          | Vin            | Par            | Per            | Tot            | PF             | PS             | Vin     | Per     | Tot     | PF      | PS      | risultato | avversaria |
| -------- | -------------- | -------------- | -------------- | -------------- | -------------- | -------------- | ------- | ------- | ------- | ------- | ------- | --------- | ---------- |
| 2013     | 0              | 0              | 2              | 2              | 0              | 70             | -       | -       | -       | -       | -       | -         | -          |
| 2014     | 2              | 0              | 3              | 5              | 70             | 133            | -       | -       | -       | -       | -       | -         | -          |
| Totale   | 2              | 0              | 5              | 7              | 70             | 203            | -       | -       | -       | -       | -       |           |            |

Fonti: Enciclopedia del Football - A cura di Roberto Mezzetti

##### CBL
| Stagione | regular season | regular season | regular season | regular season | regular season | regular season | playoff | playoff | playoff | playoff | playoff | playoff   | playoff    |
|          | Vin            | Par            | Per            | Tot            | PF             | PS             | Vin     | Per     | Tot     | PF      | PS      | risultato | avversaria |
| -------- | -------------- | -------------- | -------------- | -------------- | -------------- | -------------- | ------- | ------- | ------- | ------- | ------- | --------- | ---------- |
| 2015     | 5              | 0              | 0              | 5              | 98             | 38             | -       | -       | -       | -       | -       | -         | -          |
| 2016     | 2              | 0              | 1              | 3              | 70             | 86             | -       | -       | -       | -       | -       | -         | -          |
| 2017     | 1              | 0              | 1              | 2              | 36             | 32             | -       | -       | -       | -       | -       | -         | -          |
| 2018     | 3              | 0              | 0              | 3              | 62             | 19             | -       | -       | -       | -       | -       | -         | -          |
| 2019     | 2              | 0              | 3              | 5              | 51             | 64             | -       | -       | -       | -       | -       | -         | -          |
| Totale   | 13             | 0              | 5              | 18             | 317            | 239            | -       | -       | -       | -       | -       |           |            |

Fonti: Enciclopedia del Football - A cura di Roberto Mezzetti